# Regionen Kameruns

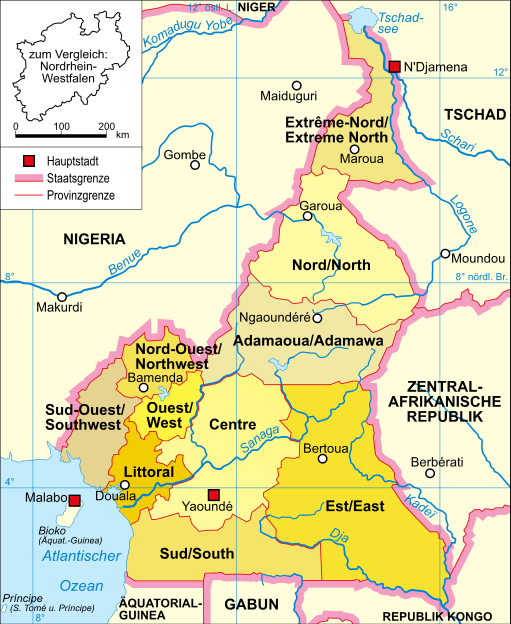
Die Regionen Kameruns

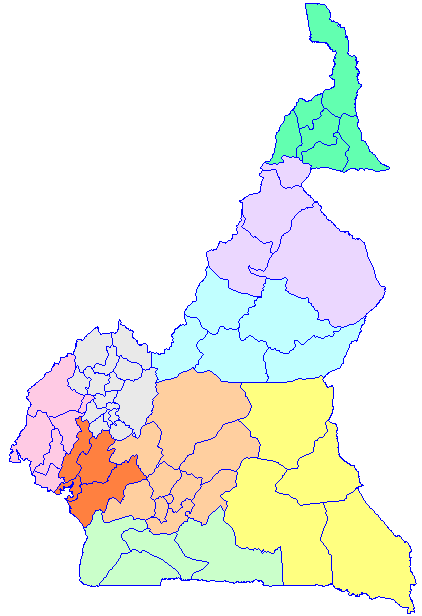
Gliederung der Regionen in Departements

Die 10 Regionen Kameruns sind die oberste Verwaltungsgliederung des Staates Kamerun. Die Bezeichnung Regionen tragen sie seit dem 12. November 2008, als der damalige und jetzige Präsident  Paul Biya per Dekret die bis dahin bestehenden „Provinzen Kameruns“ in Regionen umbenannte.
In acht dieser Regionen ist Französisch Amtssprache, in den beiden Regionen Southwest (französisch Sud-Ouest) und Northwest (französisch Nord-Ouest) ist die Amtssprache Englisch.
Die Regionen gliedern sich in 58 Bezirke (departments/départements) mit 360 Gemeinden  (arrondissements).
|     | Franz. Name  | Engl. Name | Hauptstadt | Bevölkerung (Projektion 2015) | Fläche (km²) | Bev.-dichte (/km²) |                      |
| --- | ------------ | ---------- | ---------- | ----------------------------- | ------------ | ------------------ | -------------------- |
| 1.  | Adamaoua     | Adamawa    | Ngaoundéré | 1.201.000                     | 63.701       | 19                 | Regiões dos Camarões |
| 2.  | Centre       | Center     | Yaoundé    | 4.159.500                     | 68.953       | 60                 | Regiões dos Camarões |
| 3.  | Est          | East       | Bertoua    | 835.600                       | 109.002      | 8                  | Regiões dos Camarões |
| 4.  | Extrême-Nord | Far North  | Maroua     | 3.993.000                     | 34.263       | 117                | Regiões dos Camarões |
| 5.  | Littoral     | Littoral   | Douala     | 3.355.000                     | 20.248       | 166                | Regiões dos Camarões |
| 6.  | Nord         | North      | Garoua     | 2.442.600                     | 66.090       | 37                 | Regiões dos Camarões |
| 7.  | Nord-Ouest   | Northwest  | Bamenda    | 1.968.600                     | 17.300       | 114                | Regiões dos Camarões |
| 8.  | Sud          | South      | Ebolowa    | 749.600                       | 47.191       | 16                 | Regiões dos Camarões |
| 9.  | Sud-Ouest    | Southwest  | Buea       | 1.553.300                     | 25.410       | 61                 | Regiões dos Camarões |
| 10. | Ouest        | West       | Bafoussam  | 1.921.600                     | 13.892       | 138                | Regiões dos Camarões |